# Del Río (Magdalena)
Del Río es una de las 5 subregiones del departamento colombiano del Magdalena. Se ubica en el norte-occidente del departamento y está integrada por los siguientes 10 municipios:
- Cerro de San Antonio
- Concordia
- El Piñón
- El Retén
- Pedraza
- Pivijay
- Remolino
- Salamina
- Sitionuevo
- Zapayán